# لودويغ بيكر
لودويغ بيكر (بالألمانية: Ludwig Becker)‏ هو عسكري وطيار بطل ألماني، ولد في 22 أغسطس 1911 في دورتموند في ألمانيا، وتوفي في 26 فبراير 1943 في سخيرمونيكوخ في هولندا.